# Diasemopsis jillyi
Diasemopsis jillyi är en tvåvingeart som beskrevs av Feijen 1978. Diasemopsis jillyi ingår i släktet Diasemopsis och familjen Diopsidae.
Artens utbredningsområde är Kongo. Inga underarter finns listade i Catalogue of Life.